# Jimmy Dorsey
James Francis Dorsey (Shenandoah, Pennsilvània, Estats Units, 29 de febrer, 1904 - Nova York, 12 de juny, 1957) va ser un clarinetista, saxofonista, compositor i líder de big band nord-americà. Va gravar i va compondre els estàndards de jazz i pop "I'm Glad There Is You (In This World of Ordinary People)" i "It's The Dreamer In Me". Els seus altres enregistraments importants van ser "Tailspin", "John Silver", "So Many Times", "Amapola", "Brazil (Aquarela do Brasil)", "Pennies from Heaven" amb Bing Crosby, Louis Armstrong i Frances Langford. "Grand Central Getaway" i "So Rare". El 1927 va tocar el clarinet amb els estàndards de jazz fonamentals "Singin' the Blues" i l'enregistrament original de 1930 de "Georgia on My Mind", que van ser introduïts al Saló de la Fama dels Grammy.

## Anys de joventut
Jimmy Dorsey va néixer a el primer fill de Theresa Langton Dorsey i Thomas Francis Dorsey. El seu pare, Thomas, era inicialment un miner de carbó, però després es convertiria en professor de música i director de banda de música. Tant Jimmy com el seu germà petit, Tommy Dorsey, van ser musicalment actius durant la seva infància i als set anys, Jimmy ja estava tocant amb la banda del seu pare. Va fer la seva primera aparició pública als 9 anys mentre tocava la trompeta amb King Trumpeters de J. Carson McGee a Nova York el 1913. Va canviar al saxo alt el 1915, i després va aprendre clarinet. Jimmy Dorsey tocava amb un clarinet equipat amb el sistema Albert de digitació, a diferència del sistema Boehm més comú utilitzat per la majoria dels seus contemporanis, inclosos Benny Goodman i Artie Shaw.
Amb el seu germà Tommy tocant el trombó, van formar Dorsey's Novelty Six, més tard anomenat Dorsey's Wild Canaries, una de les primeres bandes a emetre jazz. El 1924 es va unir als California Ramblers (que tenien la seu a la ciutat de Nova York). Va fer molts treballs de gravació i ràdio autònom durant la dècada de 1920. Els germans també van aparèixer com a músics de sessió en molts enregistraments de jazz. Es va unir a la banda de Ted Lewis el 1930, amb qui va fer una gira per Europa. El mateix any, va tocar el clarinet a l'emblemàtic estàndard de jazz "Georgia on My Mind" el 1930 amb "Hoagy Carmichael and His Orchestra", que comptava amb Bix Beiderbecke a la corneta. Dorsey es va casar amb Jane Porter el 1928 i van tenir una filla, Julia. Jane Porter i Dorsey es van divorciar el 1949.

## Carrera
Durant els seus primers dies com a músic, Jimmy Dorsey va actuar amb diversos conjunts i artistes, inclosos els "Scranton Sirens", "The California Ramblers", Red Nichols, Jean Goldkette, Frankie Trumbauer, Ben Pollack i Paul Whiteman. Va tocar el sol de clarinet a l'icònic estàndard de jazz de 1927 "Singin' the Blues", amb la Frankie Trumbauer Orchestra amb Bix Beiderbecke (que, mig segle després, seria inclosa al Saló de la Fama dels Grammy). Després de tornar als Estats Units de la seva gira europea, va treballar breument amb Rudy Vallee, i amb diversos líders de la banda; i de la mateixa manera amb el seu germà Tommy, inclòs la creació de la seva famosa banda homònima. Va aparèixer en almenys setanta-cinc emissions de ràdio, moltes d'elles amb el seu germà. Va ser membre de l'orquestra de Nathaniel Shilkret, en programes com (a partir de 1937) "The Music That Satisfies" (també conegut com a "Chesterfield Quarter Hour"). Glenn Miller va organitzar i tocar el trombó en diverses sessions inicials que ell i el seu germà Tommy van fer junts per a "OKeh Records", incloses "The Spell of the Blues", "Let's Do It" i "My Kinda Love", totes amb Bing Crosby a la veu.
El 1927, els germans van crear la "Dorsey Brothers Orchestra" i van signar amb "Okeh Records". Durant algunes de les seves sessions, Glenn Miller s'uniria a ells com a trombonista, arranjador i compositor; component Annie's Cousin Fanny", "Tomorrow's Another Day", "Harlem Chapel Chimes" i "Dese Dem Dose". La seva primera cançó a les llistes va ser "Coquette", composta pels germans amb la veu de Bill Dutton. al juny de 1928. La seva cançó, "Let's Do It (Let's Fall in Love)" amb veu de Bing Crosby, va ser la primera a assolir les deu primeres llistes. Malgrat el seu èxit, els germans sovint estaven en desacord sobre la gestió de la llista. La banda i el seu conflicte arribarien a un punt culminant el maig de 1935 quan, després d'un desacord a l'escenari, Tommy va sortir d'una tempesta. El setembre de 1935, la banda dels "Dorsey Brothers" es va convertir en "Jimmy Dorsey and His Orchestra", i va signar amb Decca Records. El desembre de 1935 la primera cançó de Dorsey amb la banda, "You Let me Down", arribaria a les llistes de vendes. Els dos anys següents, Jimmy Dorsey i la seva orquestra acompanyarien el programa de ràdio Kraft Music Hall de Bing Crosby. La banda va participar en 73 programes, des de desembre de 1935 fins a juliol de 1937; també van donar suport a Crosby en els seus enregistraments comercials durant aquest temps.[10] El 1936, Bing Crosby va llançar el senzill "Pennies from Heaven" gravat amb la "Jimmy Dorsey Orchestra" a Decca Records. La primera banda es considerava més orientada al jazz que la del seu germà i, com a resposta, la banda va gravar clàssics del swing instrumental: Dorsey Stomp, Tap Dancer's Nightmare, Parade of the Milk Bottle Caps, John Silver i Dusk i van incloure músics com Bobby Byrne, Ray McKinley, Donald Matteson i Skeets Herfurt juntament amb els vocalistes Bob Eberly i Kay Weber.
Dorsey va deixar Crosby el 1937, per concentrar-se en la seva pròpia carrera, i li va anar bé comercialment, encara que va ser eclipsat per Benny Goodman, la gran banda del qual havia "aconseguit el protagonisme" a mitjans dels anys trenta. El vocalista principal de Dorsey va ser Bob Eberly, considerat com el millor en el negoci de la música, i el 1939, Helen O'Connell es va unir a la banda, i la idea de fer-los fer duets va resultar ser un gran èxit. Ella i Bob Eberly posseïen un encant de "nen i noia del costat" i la seva parella va produir diversos dels èxits més importants de la banda. Molts dels enregistraments d'Eberly-O'Connell es van organitzar en un inusual format "a-b-c" de 3 seccions. Segons els informes, aquest format va ser desenvolupat per la insistència d'un productor discogràfic (llavors anomenat executiu d'A&R) que volia incloure tant els cantants com la banda completa en una única gravació de 3 minuts a 78 rpm. Eberly va cantar el primer minut, normalment com una balada romàntica lenta, el minut següent va comptar amb la banda completa recolzant el saxo de Jimmy, i l'últim minut va ser cantat per O'Connell amb un estil més ràpid, de vegades amb lletres en espanyol. Gairebé tots els discos publicats entre 1939 i 1943 van ser èxits, però especialment les seves cançons estilitzades llatinoamericanes com "Amapola", "Maria Elena" i "Green Eyes", que van encapçalar les llistes el 1941. Van continuar cantant amb la seva banda per a futurs discos i aparicions cinematogràfiques. Kitty Kallen va cantar amb l'orquestra Jimmy Dorsey després de la marxa d'Helen O'Connell el 1942. La primera esposa de Jerry Lewis, Patti Palmer (nom de naixement Esther Calonico) va ser cantant amb la seva orquestra durant menys d'un any, començant cap al 1944. Malgrat els canvis de personal, Jimmy es va mantenir com un dels principals líders de la big band després de la Segona Guerra Mundial i fins a la dècada de 1950, sempre actualitzant el so de la seva banda, però el negoci de la big band començava a decaure. Dorsey va contractar el pianista i arranjador Joe Lipman el 1939 (que acabava de deixar Bunny Berigan); va contribuir molt al repertori de la banda un èxit de les gravacions durant els tres anys següents.
Jimmy i Tommy Dorsey es van reunir el 15 de març de 1945 per gravar un V-Disc al Liederkranz Hall de la ciutat de Nova York. Llançat al juny de 1945, el V-Disc 451 presentava "More Than You Know" amb el suport de "Brotherly Jump". Les cançons presentaven les orquestres combinades de Jimmy i Tommy Dorsey. El 1947, Jimmy va signar amb MGM Records i el mateix any, els germans deixarien de banda les seves tensions per filmar The Fabulous Dorseys. La pel·lícula va ser una mirada dins de la vida dels germans, des de la pràctica de nens fins a fer-la gran com a adults; els germans es van interpretar a ells mateixos a la pel·lícula. També va destacar les seves lluites liderant la "Dorsey Brothers Orchestra" i va mostrar com eren les seves vides a la carretera. Tot i que els germans es van reunir per a la pel·lícula, Jimmy va continuar liderant la seva pròpia banda fins a principis dels anys 50. El 1950, Jimmy es va traslladar a Columbia Records i el seu germà li va oferir un seient a l'Orquestra Tommy Dorsey.
El 1953, Tommy i Jimmy canviarien el nom de la banda, "Orquestra dels germans Dorsey". Tommy era el líder del grup i va fer de Jimmy el colíder i el solista destacat. El 26 de desembre de 1953, els germans i la seva orquestra van aparèixer al programa de televisió CBS de Jackie Gleason. L'èxit d'aquesta aparició televisiva va portar a Gleason a produir un programa setmanal de varietats, Stage Show, presentat pels germans a la CBS de 1954 a 1956. L'espectacle va donar esperança a altres líders de la big band en un negoci que estava en declivi constant per a ells. El gener de 1956, l'"Stage Show" va fer història amb el debut televisiu d'Elvis Presley. Promocionant els seus primers enregistraments per a RCA Victor, Presley va fer un total de sis aparicions com a convidat. Les valoracions competitives del popular Perry Como Show de NBC van obligar "Stage Show" a cancel·lar-se anticipadament.
El 1956, després que Tommy Dorsey morís d'asfixia mentre dormia, Jimmy va assumir la direcció de l'orquestra. Al voltant de la mateixa època, Jimmy va ser diagnosticat amb càncer de gola. Va morir el 12 de juny de 1957 als 53 anys a la ciutat de Nova York. Les emissions de Jimmy Dorsey i "The Fabulous Dorsey Orchestra" a NBC Bandstand sobreviuen del 25 de desembre i el 31 de desembre de 1956. Almenys altres dues emissions existents del mes de desembre de 1956 també estan disponibles. Les gravacions de la banda de la seva gira d'hivern de 1957 no han aparegut. Aquests enregistraments proporcionarien l'última evidència auditiva del treball de Jimmy Dorsey. Es creu que l'última aparició de Dorsey va ser a Joplin, Missouri, el 12 de març de 1957.
En el moment de la seva mort, la cançó d'èxit final de Jimmy, "So Rare", va assolir el segon lloc a les llistes de Billboard, convertint-se en la cançó amb més èxit d'una big band durant la primera dècada de l'era del rock and roll. Amb un arranjament molt influenciat pel saxofonista de R&B Earl Bostic, va marcar l'intent de Dorsey de reconèixer la música rock i va marcar una sortida significativa del seu treball anterior. Aquest enregistrament final va vendre 500.000 còpies i li va valer un disc d'or.
Jimmy Dorsey és considerat un dels saxofonistes alts més importants i influents de l'era Big Band i Swing, i també després d'aquesta època. Els saxofonistes de jazz Lester Young i Charlie Parker el reconeixen com una influència important en els seus estils.

## Aparicions al cinema i filmografia
Dorsey va aparèixer en diverses pel·lícules de Hollywood, com That Girl From Paris, Shall We Dance (Ritme boig), The Fleet's In, Lost in a Harem amb Abbott i Costello, I Dood It, i la foto biogràfica amb el seu germà Tommy, The Fabulous Dorseys, el 1947.
El 1938, Jimmy Dorsey i la seva orquestra també van aparèixer en un curt de pel·lícula interpretant molts dels seus èxits com "It's the Dreamer in Me", "I Love You in Technicolor" i "Parade of the Milk Bottle Caps".
Pel·lícules en què va aparèixer Dorsey

- Jimmy Dorsey and His Orchestra (1938 curt)
- The Fleet's In (1942)
- I Dood It (1943)
- Four Jills in a Jeep (1944)
- Lost in a Harem (1944)
- Hollywood Canteen (1944)
- The Fabulous Dorseys (1947)

## Composicions
- "Dixieland Band From Santa Claus Land"
- "Mood Hollywood"
- "Shim Sham Shimmy"
- "So Many Times" -que va arribar al núm. 20 el 1939 a Billboard, romanent a les llistes durant una setmana,[23] Glenn Miller i la seva orquestra va gravar la cançó, així com "Jack Teagarden and His Orchestra".
- "Beebe"
- "Oodles of Noodles"
- "John Silver" amb Ray Krise, que va arribar al núm. 13 a Billboard el 1938, romanent a les llistes durant 2 setmanes
- "Parade of the Milk Bottle Caps"
- "Dusk in Upper Sandusky" amb Larry Clinton
- "Shoot the Meatballs to Me Dominick Boy" amb Toots Camarata
- "A Man and his Drums"
- "Mutiny in the Brass Section
- "Praying the Blues"
- "Contrasts", his theme song
- "Major and Minor Stomp"
- "Hep-Tee Hootie (Juke Box Jive)" amb Fud Livingston i Jack Palmer
- "I Bought A Wooden Whistle"
- "Tailspin" amb Frankie Trumbauer, l'estàndard clàssic del jazz
- "I'm Glad There Is You (In This World of Ordinary People)"
- "Clarinet Polka"
- "I Love You in Technicolor"
- "All The Things You Ain't" amb Babe Russin
- "JD's Boogie Woogie"
- "Jumpin' Jehosaphat"
- "I'll Do Anything For You"
- "Any Time at All"
- "Two Again"
- "It's Anybody's Moon"
- "Dixieland Detour"
- "Shades of Twilight"
- "Dorsey Stomp"
- "Grand Central Getaway" <mb Dizzy Gillespie
- "Sunset Strip" i "The Champ" with Sonny Burke
- "Town Hall Tonight"
- "Outer Drive" amb Herb Ellis
- the jazz standard "It's the Dreamer in Me" amb Jimmy Van Heusen – gravat per Duke Ellington i altres.

Dorsey va co-escriure l'estàndard de jazz i pop "(In This World of Ordinary People) I'm Glad There Is You" amb Paul Madeira, també conegut com Paul Mertz, el 1941. Mertz havia estat pianista amb el Jean Goldkette orquestra a la dècada de 1920 i havia treballat a Hollywood. Cantat pel vocalista de Dorsey Bob Eberly, va ser llançat a Decca com 4197B el 1942. També va ser llançat a Decca 18799A amb Dee Parker el 1946.

## Número 1 en Hits
Jimmy Dorsey va tenir onze èxits número u amb la seva orquestra als anys 30 i 40:
- "Is It True What They Say About Dixie?"
- "Change Partners"
- "The Breeze and I"
- "Amapola"
- "My Sister and I"
- "Maria Elena"
- "Green Eyes"
- "Blue Champagne"[25]
- "Tangerine"
- "Besame Mucho"
- "Pennies from Heaven" amb Bing Crosby.
- "So Rare", que va ocupar la segona posició el 1957 i va estar a les llistes de registre durant 38 setmanes.

El 1935, va tenir dos números u més com a part de la "Dorsey Brothers Orchestra": "Lullaby of Broadway" i "Chasing Shadows". El seu èxit més gran va ser "Amapola", que va ser el número u durant deu setmanes el 1941 a la llista de senzills pop de Billboard.

## Honors
L'any 1996, el servei postal dels Estats Units va emetre un segell postal commemoratiu de Jimmy i Tommy Dorsey.
El 2009, la Recording Academy va afegir l'enregistrament de 1942 de "Brasil (Aquarela do Brasil)", de Jimmy Dorsey i la seva orquestra, al Saló de la Fama dels Grammy.

## Enregistraments de V-Disc
Dorsey i la seva banda van fer una sèrie de "V-Discs" quan el programa estava en funcionament.
- Julia, No. 117A, 1940[28]
- John Silver, No. 117B, 1940[28]
- The Breeze (Bob Eberly, vocal)/You, You Darlin' (Helen O'Connell, vocal), No. 217B, 1940[28]
- The Great Lie, No. 283A;Navy 63A, 1944[28]
- Sunset Strip, No. 326A; Navy 106A, 1944[28]
- Contrasts/Oh! What A Beautiful Mornin', No. 314A; Navy 94A, 1944[28]
- Grand Central Getaway/All the Things You Ain't, No. 391B, 1944[28]
- Long John Silver, No. 409B; Navy 189B, 1944[28]
- Jumpin' Jehosaphat, No. 470B; Navy 189B, 1944[28]
- Together, No. 514A; Navy 274A[28]

## Saló de la Fama del Grammy
Els enregistraments de Jimmy Dorsey van ser incorporats pòstumament al Grammy Hall of Fame, que és un premi Grammy especial establert el 1973 per honrar enregistraments que tenen almenys 25 anys d'antiguitat i que tenen "importància qualitativa o històrica".
| Any enregistrat | Títol                         | Gènere        | Segell | Any d'introducció | Notes                                                              |
| --------------- | ----------------------------- | ------------- | ------ | ----------------- | ------------------------------------------------------------------ |
| 1927            | "Singin' the Blues"           | Jazz (single) | Okeh   | 1977              | Frankie Trumbauer i His Orchestra amb Bix Beiderbecke i Eddie Lang |
| 1942            | "Brazil (Aquarela do Brasil)" | Jazz (single) | Decca  | 2008              |                                                                    |
| 1930            | "Georgia on My Mind"          | Single        | Victor | 2014              | Per Hoagy Carmichael i la seva Orquestra                           |